# 알룰림
알룰림은 에리두의 첫 번째 왕이었으며, 수메르 왕 목록에 따르면 수메르의 첫 번째 왕이었다. 우르에서 출토된 고바빌로니아 시대의 토판은 그가 신들에 의해 "많고 많은 사람 가운데" 선택되었으며, "온 인류를 위한 목자"로서 세워졌다고 기록한다. 후대의 기록들에서는 아다파와 동시대의 인물인 것처럼 소개되지만, 고대의 기록들에서는 명백히 다른 시대를 산 사람인 것으로 묘사되는데, 아다파는 대홍수 이후의 인물로 기록된다.
1. ↑  CDLI Literary 000357, ex. 003 (P346146)
2. ↑  Peterson, J. (2018). The divine appointment of the first antediluvian king: Newly recovered content from the ur version of the Sumerian Flood Story. Journal of Cuneiform Studies, 70(1), 37–51. https://doi.org/10.5615/jcunestud.70.2018.0037